# Пожар во дворце культуры Бени Суэф
Пожар во Дворце культуры Бени-Суэф — массовое возгорание, вызванное горящей свечой на Фестивале любительского театра в Бени-Суэйф 5 сентября 2005 года. В результате пожара погибли 46 человек.

## Ход событий
Во время Фестиваля любительского театра Дворец культуры был переполнен, когда горящая свеча зажгла бумажные декорации на сцене и вызвала пожар. К единственному выходу началась давка. Средства пожаротушения были заперты в дальнем помещении, а пожарные машины и машины скорой помощи прибыли поздно и неподготовленными.

## После событий
После этого министр культуры Фарук Хосни подал в отставку, и этот шаг был позже отменён президентом Хосни Мубараком. В мае 2006 года восемь чиновников министерства культуры были осуждены за халатность и приговорены к десяти годам тюремного заключения.